# Malta International 2022
Die Malta International 2022 im Badminton fanden vom 8. bis zum 11. Dezember 2022 in Cospicua statt.

## Medaillengewinner
| Disziplin    | Gold                               | Silber                                  | Bronze                              |
| ------------ | ---------------------------------- | --------------------------------------- | ----------------------------------- |
| Herreneinzel | Ade Resky Dwicahyo                 | Dimitar Yanakiev                        | Miha Ivanič                         |
| Herreneinzel | Ade Resky Dwicahyo                 | Dimitar Yanakiev                        | Kiran Kumar Mekala                  |
| Dameneinzel  | Gabriela Meilani Moningka          | Antonia Schaller                        | Petra Maixnerová                    |
| Dameneinzel  | Gabriela Meilani Moningka          | Antonia Schaller                        | Azkya Aliefa Ruhanda                |
| Herrendoppel | Jarne Schlevoigt Nikolaj Stupplich | Ade Resky Dwicahyo Azmy Qowimuramadhoni | Malik Bourakkadi Bennet Peters      |
| Herrendoppel | Jarne Schlevoigt Nikolaj Stupplich | Ade Resky Dwicahyo Azmy Qowimuramadhoni | Dyon van Wijlick Brian Wassink      |
| Damendoppel  | Kirsten de Wit Alyssa Tirtosentono | Julia Meyer Leona Michalski             | Catlyn Kruus Ramona Üprus           |
| Damendoppel  | Kirsten de Wit Alyssa Tirtosentono | Julia Meyer Leona Michalski             | Keisha Fatimah Az Zahra Era Maftuha |
| Mixed        | Malik Bourakkadi Leona Michalski   | Brian Wassink Alyssa Tirtosentono       | Andy Buijk Kelly van Buiten         |
| Mixed        | Malik Bourakkadi Leona Michalski   | Brian Wassink Alyssa Tirtosentono       | Miklos Kis-Kasza Vivien Sándorházi  |